# 高柳恋
高柳 恋（たかやなぎ れん、男性、1958年3月 - ）は日本の作詞家。洗足学園音楽大学講師。兵庫県神戸市出身。東京都立富士高等学校卒業。
学生時代からフォークソング・ブームに影響を受け、ボブ・ディランやポール・サイモン、ジャニス・ジョプリンの曲を個人的に和訳していた。
武蔵大学中退後、舞台の大道具の仕事をしていたときにミュージカルの劇中歌の作詞を手伝わされたことをきっかけに、1985年に作詞家に転身。
1986年頃に「ひらけポンキッキ」の「ピンクのバク」でデビュー。

## 主な作詞作品
- あおい輝彦
  - ターミナル

- 安部恭弘
  - SHO-NEN
  - 空蝉のステア
  - 6月の卒業式
  - 四輪駆動の夏
  - アニバーサリー・ファースト
  - 背中からワイン（TAP ME）
  - あの頃
  - EASY（メディアの天使達に捧ぐ）
  - シングルズ・バーの週末
  - イヴのレストラン
  - 静かな夜が降る
  - みんな少年だった

- 伊織
  - キミがいれば
  - 逢いたいよ

- 生稲晃子
  - ファンファーレが聴こえる
  - おとといおいで
  - チェイス チェイス チェイス

- 池田聡
  - アドレスのない手紙

- 石川秀美
  - ドレスの下の狂詩曲
  - プライヴェート ヌード
  - 非売品
  - 人魚伝説
  - ナイトキャップにバーボンを
  - BOYS AND GIRLS
  - 裸足で散歩
  - 背中へ100マイル
  - アフロディーテの罠

- 岩崎良美
  - アルバム「床に、シンデレラのTシャツ。」

- Wink
  - Bye Bye Baby

- N/Y Funk shot!!
  - Resistance

- 小川範子
  - 恋愛小説
  - 虹が消えた
  - 午前4時の不眠症
  - 恋人達のクリスマス・イヴ
  - 一番遠い10センチ
  - マリオネットは眠らない

- 華原朋美
  - あなたのかけら

- 草尾毅
  - Odyssey

- 郷ひろみ
  - ラジオに風が吹く

- 小柳ゆき
  - あなたのキスを数えましょう 〜You were mine〜

- 少女隊
  - チアガールの放課後

- 新谷良子
  - LUCKY GIRL

- Skoop On Somebody
  - STAND!

- Zwei
  - 太陽が見てる場所

- タケカワユキヒデ
  - One By One

- CHA-CHA
  - いつもそばに
  - 頬にかかる虹

- 寺田恵子
  - アルバム「Out of Bounds」

- 中島美嘉
  - LIFE

- 西端さおり
  - Try To Wish〜キミに必要なもの〜

- 平松まゆき
  - Kiss is a magic

- 堀江由衣
  - sky

- 堀ちえみ
  - 狙撃手のカイエ
  - アリスの眠り
  - TATTOO

- 真崎修
  - 君を壊したい
  - 国境線
  - 近づく夜のように
  - トラップ
  - Daylightにさよなら
  - WISH

- MAGIC
  - GIMME LOVE

- 真弓倫子
  - リハーサルは鏡の前で
  - びしょ濡れのHONESTY

- 南佳孝
  - Taste Of Honey
- 未来-MIKU-
  - HANABI〜8月の日〜

- ミルフィーユ・桜葉
  - LUCKY GIRL

- 米川英之
  - レジスタンス
  - 月に叫ぶ
  - 勇気の種類
  - 祈り
  - 君はもう泣かない

- 渡辺真知子
  - 哀愁トラベラー

- ジャニーズ事務所関連
  - 男闘呼組
    - KIDS
    - Burn it

  - SMAP
    - Shake U Up
    - Stormy Town
    - Adieu

  - 光GENJI
    - 君を乗せた海賊船
    - 青春にはまだ早い
    - 青春にはまだ早い〜翼〜
    - NEW!青春にはまだ早い
    - 伝説 (レジェンド)
    - 冒険者たち
    - ファンタジェンの英雄
    - ジプシーカード
    - 熱帯夜
    - 課外授業
    - ネバーランド バウンド
    - 恋の流星ブギ
    - 朝日のあたる街
    - 裸足の旅人
    - …そして未来へ
    - エルドラドに彼はいない
    - 星が生まれた
    - クレヨンで描いたタイムマシン
    - 裸のままKISSを
    - 恋の温度

## 訳詞
- 少女隊
  - 君の瞳に恋してる
  - デイドリーム・ビリーバー〜5時間目の英語は嫌い〜
  - 西暦2525年〜鼓動を聴かせて〜
- SPENNING DEE-DEE
  - BOOM BOOM
  - TELL HIM～同じ哀しい夏～
- ザ・フーターズ
  - ジョニーB
- 和田加奈子
  - LUCKY LOVE